# Nur al-Huda al-Badżawi
Nur al-Huda al-Badżawi (ur. 14 kwietnia 1981) – tunezyjska zapaśniczka walcząca w stylu wolnym. Wicemistrzyni igrzysk afrykańskich w 2003. Zdobyła sześć medali na mistrzostwach Afryki w latach 1996 - 2004. Szósta w Pucharze Świata w 2002 i dziewiąta w 2001 roku.